# Cubas de la Sagra
Cubas de la Sagra ist eine zentralspanische Gemeinde (municipio) mit 6.988 Einwohnern (Stand: 2024) im Süden der Autonomen Gemeinschaft Madrid.

## Lage
Cubas de la Sagra grenzt an Casarrubuelos, Griñón, Illescas, Serranillos del Valle, Torrejón de la Calzada und Ugena.

## Geschichte
Ursprünglich hieß der Ort Fuentes Claras und feierte 1982 den tausendsten Jahrestag seiner Gründung durch die Mauren.

## Bevölkerungsentwicklung
| 1842 | 1900 | 1950 | 1981 | 1991 | 2001 | 2011 |
| ---- | ---- | ---- | ---- | ---- | ---- | ---- |
| 316  | 224  | 334  | 765  | 885  | 2006 | 5298 |